# American Capitalist
American Capitalist — третий студийный альбом американской грув-метал группы Five Finger Death Punch, вышедший 11 октября 2011 года. Это первый альбом группы без бас-гитариста Мэтта Снелла, который ушёл из группы в декабре 2010 года. Альбом занял третью строчку Billboard 200, с продажами более 90,000 копий за первую неделю. В сентябре 2012 года альбом был сертифицирован RIAA как золотой с продажами более 500 000 копий, а в 2017 году альбом стал платиновым.

## Синглы
Из альбома было выпущено шесть синглов: «Under and Over It», «Back for More», «Remember Everything», «Coming Down», «The Pride» и «The Tragic Truth»

### Under and Over It
После выпуска сингла, «Under and Over It» получил большой успех в чартах: он занял шестую позицию в Hot Mainstream Rock Tracks, двадцатую в Rock Songs и стал единственным на тот момент синглом, вошедшим в Billboard Hot 100.

### The Pride
«The Pride» является третьим синглом из альбома. В интервью, гитарист Золтан Батори разъяснил смысл песни:

Вы можете быть зеброй или присоединиться к львиному прайду. Вы должны восстать против ваших обстоятельств, лени и посредственности – но не системы.
Оригинальный текст (англ.)You can be a zebra or join the lion pride. You have to rebel against your circumstances, laziness and mediocrity — not the system
— 

## Список композиций
Слова и музыка всех песен — Айвен Муди, Золтан Батори, Джексон Хук, Джереми Спенсер и Кевин Чурко, кроме тех, где написано иначе.
| №                   | Название              | Длительность |
| ------------------- | --------------------- | ------------ |
| 1.                  | «American Capitalist» | 3:28         |
| 2.                  | «Under and Over It»   | 3:38         |
| 3.                  | «The Pride»           | 3:23         |
| 4.                  | «Coming Down»         | 4:01         |
| 5.                  | «Menace»              | 3:31         |
| 6.                  | «Generation Dead»     | 3:43         |
| 7.                  | «Back for More»       | 3:22         |
| 8.                  | «Remember Everything» | 4:38         |
| 9.                  | «Wicked Ways»         | 3:07         |
| 10.                 | «If I Fall»           | 3:56         |
| 11.                 | «100 Ways to Hate»    | 3:21         |
| Общая длительность: | Общая длительность:   | 40:13        |

| №   | Название           | Длительность |
| --- | ------------------ | ------------ |
| 12. | «The Tragic Truth» | 3:55         |

| №   | Название                          | Длительность |
| --- | --------------------------------- | ------------ |
| 12. | «Under and Over It» (remix)       | 3:56         |
| 13. | «The Pride» (remix)               | 3:24         |
| 14. | «Remember Everything» (remix)     | 4:50         |
| 15. | «100 Ways to Hate» (remix)        | 3:11         |
| 16. | «The Tragic Truth»                | 3:55         |
| 17. | «Under and Over It» (music video) | 4:04         |

| №   | Название                      | Длительность |
| --- | ----------------------------- | ------------ |
| 12. | «Under and Over It» (remix)   | 3:56         |
| 13. | «The Pride» (remix)           | 3:24         |
| 14. | «Remember Everything» (remix) | 4:50         |
| 15. | «100 Ways to Hate» (remix)    | 3:11         |

| №   | Название                      | Автор(ы) | Длительность |
| --- | ----------------------------- | -------- | ------------ |
| 12. | «A New Level» (Кавер Pantera) | Pantera  | 4:00         |

## Чарты и сертификация
| Чарты (2011—2012)    | Высшая позиция |
| -------------------- | -------------- |
| Canadian Albums      | 6              |
| Finnish Albums Chart | 14             |
| UK Albums Chart      | 57             |
| Billboard 200        | 3              |
| Independent Albums   | 1              |
| Rock Albums          | 2              |
| Hard Rock Albums     | 2              |
| Digital Albums       | 2              |

| Чарт (2011)   | Позиция |
| ------------- | ------- |
| Billboard 200 | 191     |

| Год                                            | Название              | Высшая позиция | Высшая позиция | Высшая позиция | Высшая позиция |
| Год                                            | Название              | US Alt.        | US Main.       | US Rock        | Rock Airplay   |
| ---------------------------------------------- | --------------------- | -------------- | -------------- | -------------- | -------------- |
| 2011                                           | «Under and Over It»   | 31             | 6              | 20             | —              |
| 2011                                           | «Back for More»       | —              | —              | —              | —              |
| 2011                                           | «Remember Everything» | 25             | 2              | 9              | —              |
| 2012                                           | «Coming Down»         | —              | 1              | 14             | 22             |
| 2012                                           | «The Pride»           | —              | 12             | —              | 31             |
| "—" означает, что сингл не участвовал в чарте. |                       |                |                |                |                |

| США (RIAA)                                          | платиновый | 1 000 000* |
| Канада (Music Canada)                               | золотой    | 40 000*    |
| * данные о продажах основаны только на сертификации |            |            |

## Персонал
Данные с сайта AllMusic.

### Five Finger Death Punch
- Айвен Муди – вокал
- Золтан Батори – ритм-гитара
- Джексон Хук – соло-гитара, бэк-вокал
- Крис Каил – бас-гитара, бэк-вокал
- Джереми Спенсен – ударные

### Дополнительный персонал
- Кевин Чурко – продюсер[27], звукорежиссёр, мастеринг, басс[28].
- "Mr. Kane" Чурко – звукорежиссёр[27], ре-мастеринг[29] и соавтор «Remember Everything»[30].
- Христо Шиндов – фотография